# Franz Toussaint
Pour les articles homonymes, voir Toussaint (homonymie).
 (août 2021).
Si vous disposez d'ouvrages ou d'articles de référence ou si vous connaissez des sites web de qualité traitant du thème abordé ici, merci de compléter l'article en donnant les références utiles à sa vérifiabilité et en les liant à la section « Notes et références ».
Franz Toussaint, né à Pau le 4 octobre 1879 et mort dans la même ville le 9 décembre 1955, est un écrivain et orientaliste français, également scénariste, auteur de nombreuses traductions de l'arabe et du persan, du sanskrit, du chinois et du japonais. Sa traduction la plus connue, elle-même adaptée dans plusieurs autres langues, est celle des Rubaiyat d'Omar Khayyam.

## Biographie
Fils de Frentz Ernest Alexis Baron Toussaint, capitaine au 143e régiment d'infanterie de ligne, et de Élise Marie Caroline de Nays Candau, Frentz Ernest Henry, dit Franz Toussaint, passe son enfance à Albi et fait ses études au lycée de Toulouse où il a pour professeur Jules Marsan. Il séjourne avec sa famille à Lyon, puis fait son service militaire au Soudan. Vers 1910, il s’installe à Paris où il se lance dans la carrière littéraire et se lie d’amitié avec Ambroise Vollard, Jean Jaurès et Jean Giraudoux.
Marié une première fois avec Emma Marguerite Millet le 6 mars 1914, il se remarie le 7 juillet 1925 avec Adelaïde Etelca Braggiotti.
Nombre de ses œuvres ont été éditées ou rééditées par les soins de Henri Piazza et somptueusement illustrées. Franz Toussaint est aussi l’auteur de scénarios de films muets, dont un qu’il filma lui-même (avec Marco de Gastyne), Inch'Allah en 1922. Ses poèmes orientaux ont plusieurs fois été mis en musique.

## Œuvres

### Traductions, adaptations et imitations
- Saadi : Gulistan ou Le Jardin des roses, Paris, Arthème Fayard, 1904
- Le Jardin des caresses. Traduit de l'arabe, Paris, Henri Piazza, 1911  — Poèmes en prose
- Saadi : Le Jardin des fruits. Traduit du persan, Mercure de France, Paris, 1913
- Le Tapis de jasmins. Traduit du persan, Ferreyrol, Paris, 1918  — Recueil de contes érotiques
- Le Cantique des cantiques, Éditions de la Sirène, Paris, 1919
- La Flûte de jade, traduit du chinois, L'Édition d'Art Henri Piazza, Paris, 1920  — Rééditions : La Flûte de jade, traduit du chinois, L'Édition d'Art Henri Piazza, Paris, 1922, 1926, 1933, 1942, 1947, 1957, 1958 ; mise en musique par Armande de Polignac
- Sakountalâ, d'après l'œuvre indienne de Kalidasa, Édition d'art Henri Piazza, Paris, 1922
- La Sultane Daoulah. Illustrations de A.-H. Thomas, Mornay, Paris, 1923  — réédition : La Sultane de l'amour, A. Delpeuch, Paris, 1927
- Rubaiyat de Omar Khayyam. Traduits du persan, L'édition d'art Henri Piazza, Paris, 1924
- Les Pins chantent, quatre nô. Ornements de J. Vergély, R. Kieffer, Paris, 1925  — réédition : La Princesse de la lune, quatre nô japonais, Jules Tallandier, Paris, 1929
- Le Printemps meurtri. Illustrations de Dušan Jahkovič, Éditions du Monde moderne, Paris, 1926
- Les Sept étendards, Kharma, Paris, 1926
- Le Râmâyana. Traduit du sanscrit, G. Briffaut, Paris, 1927
- L'Amour fardé. Traduit du sanscrit, Paris, 1927  — D'après l'Amarushataka, recueil de poèmes lyriques indiens (vers le VIIe siècle)Mise en musique par Armande de Polignac
- Le Voyage du Khalife, conte des « Mille et un Jours », Jules Tallandier, Paris, 1927
- Saâdi : Le Jardin des roses et des fruits. Traduit du persan, avec une préface de la Comtesse de Noailles et orné de compositions dessinées et gravées par André Deslignères, C. Aveline, Paris, 1927
- Grains de poivre. Illustrations de Janine Aghion, A. Delpeuch, Paris, 1927
- Jamais, conte du vieil Islam, Éditions de la Nouvelle revue critique, Paris, 1927
- Les Colombes des minarets, anthologie islamique, Éditions du Monde moderne, Paris, 1928
- Le Livre d'amour de la Perse, La Cité des livres, Paris, 1929
- Le Livre de l'éternité, La Cité des livres, Paris, 1929
- Chants d'amour et de guerre de l'Islam, ouvrage enrichi de douze compositions en couleurs par Antoine de Roux, Robert Laffont, Marseille, 1942
- La Légende de Tristan et Iseut, Henri Piazza, Paris, 1942
- Le Philosophe débauché, Nagel, Paris, 1946
- Le Koran, Henri Piazza, Paris, 1949
- Le Lys brisé, Henri Piazza, Paris, 1952

### Scénarios
- La Sultane de l'amour, film muet réalisé par René Le Somptier et Charles Burguet, avec France Dhélia dans le rôle de la sultane Daoulah, 1918.
- Tristan et Iseut (en collaboration avec Jean-Louis Bouquet), film muet réalisé par Maurice Mariaud, 1920.
- Inch'Allah, film muet coréalisé par Franz Toussaint et Marco de Gastyne, tourné au Maroc en 1922.

### Autres
- La Prophétie, 2 actes, Paris, Théâtre de l'Œuvre, 8 octobre 1904  — Pièce de théâtre
- Gina Laura, Calmann-Lévy, Paris, 1912  — réédition: : La Petite fille à l'accordéon. Roman, A. Michel, Paris, 1936
- Moi, le mort, Albin Michel, Paris, 1930  — Roman d'aventures coloniales adapté au cinéma par le réalisateur Marc Didier en 1933
- Zorka, A. Michel, Paris, 1931  — Roman exotique
- Sentiments distingués, Robert Laffont, Paris, 1945  — Autobiographie rédigée sous forme de nouvelles
- « Une histoire étonnante », dans Les œuvres libres, Nouvelle Série, no 11 (237), Librairie Arthème Fayard, Paris, 1946, p. 189–220  — Nouvelle orientale
- Napoléon Ier : écrits philosophiques et politiques (préface du prince Napoléon), Delmas, Bordeaux, 1947
- Giraudoux et Giraudoux, Audin, Lyon, 1948  — Recueil de souvenirs
- Lénine inconnu, Éditions universelles, Paris, 1952
- Jaurès intime, Privat, Toulouse, 1952